# ترسوس
منهاج البرمجة المرئية ترسوس (Tersus) هو منصة تطوير برمجيات للأغراض العامة، وبشكل رئيسي تطبيقات الإنترنت الغنية، وذلك من خلال رسم مخططات تدفق بدلا من كتابة التعليمات البرمجية. انها ثنائية الترخيص فلها ترخيص المصدر المفتوح وترخيص برمجيات احتكارية.
لغة النماذج Tersus هي لغة بصرية لتحديد واجهة المستخدم، سلوك العميل (الكلاينت) والمعالجة في الخوادم (السيرفر). اللغة تشارك العديد من الميزات مع لغات برمجة تدفق البيانات.
عندما تستخدم لتطوير الشبكة، يمكن تصنيف Tersus على أنها تطوير في جانب العميل + جانب الخادم (باستخدام تقنيات اجاكس). يتم تنفيذ تطبيقات Tersus عن طريق خادم Tersus.
ستوديو Tersus هو بيئة تطوير متكاملة، وهو امتداد لمنصة إكلبس (إكلبس)، وتستخدم من قبل المطورين (المنمذجين) لتحديد وظائف التطبيقات بشكل بياني.
المنصة تحتوي أيضا على قدرة التصحيح البصرية. يمكن لملقم Tersus تسجيل كل خطوة أثناء التنفيذ والتطبيق، وهذا التسجيل ("trace") يمكن تشغيله في استوديو Tersus لعرض تدفق التطبيق وقيمة كل عنصر من عناصر البيانات.
كلا من الاستوديو والخادم متوفرة على مجموعة متنوعة من نظم التشغيل، بما في ذلك مايكروسوفت ويندوز، يونيكس، لينكس، وأو إس 10. أحدث نسخة مستقرة من Tersus هو الإصدار 2.1.8.2، الصادر في مايو عام 2012.
يتم نشر إصدار منهاج Tersus للبرمجة المرئية بموجب ترخيص.رخصة جنو العمومية V2. هناك أيضا إصدار Tersus يعمل بموجب ترخيص تجاري ويقدم ميزات إضافية ودعم للتكامل.

## مفهوم
التطبيق يُعرف عن طريق تسلسل هرمي للنماذج المرئية، حيث تتكون النماذج من مستوى أعلى من نماذج المستوى الأدنى. المطور (مصمم نماذج)، مستخدماً «لوحة رسم لانهائية» والذي يعرض نموذجا بيانيا للتسلسل الهرمي كله، يبدأ في رسم تخطيطي على مستوى عال يمثل النظام برمته، ومن ثم تواصل مع تكرارية من أعلى إلى أسفل عملية التبسيط، وحفر اسفل من كل موديل لتحديد مكوناته. عند أدنى مستوى، يتم استخدام رزمة من اللبنات الذرية، بما في ذلك، من بين أمور أخرى، أنواع البيانات، عناصر واجهة المستخدم الرسومية، الوظائف الرياضية، إجراءات قاعدة البيانات وإجراءات التعامل مع الوثيقة.
ويمكن للعمليات (وفي بعض الحالات أيضا عناصرالعرض) تلقي وإرسال البيانات بين بعضها البعض عن طريق إدخال «فتحات» («محفزات») وفتحات الإخراج («مخارج»). يخضع تسلسل العمليات وتدفق البيانات بين العمليات لما يسمى «التدفقات» (ممثلة بصرياً كسهام والتي تربط عناصر النموذج).
عند تطوير تطبيقات الويب، تمثل وتحدد النماذج في المستويات العالية تخطيط شاشة واجهة المستخدم الرسومية للتطبيق، وذلك باستخدام «عناصر العرض» (عرض النص، وصلات، أزرار، الجداول، الصور، الخ). النماذج في مستوى أدنى تحدد منطق التطبيق، وذلك باستخدام «عناصر البيانات» و «عناصر العملية».

## أسلوب البناء
المنصة تحتوي على ما يلي:
- استوديو Tersus، ال IDE المستخدمة من قبل المنمذجين. يدير مشاريع، كل منها يحتوي على النماذج والموارد الخاصة بتطبيق واحد. يتم حفظ نماذج التطبيق كمجموعة من ملفات لغة الترميز القابلة للامتداد، تحتوي على كل التفاصيل من جميع النماذج في مجموعة معينة داخل المشروع.
- مكتبة النماذج، والتي تحتوي على اللبنات الأساسية لتكوين التطبيقات.
- Server Tersus الذي ينفذ التطبيقات وينفذ تحديثات قاعدة البيانات المطلوبة. انها تحتوي على تطبيق الخادم المضمنة (توم كات)، وخادم مدمج لقاعدة البيانات (HSQLDB)، والذي يتيح الاختبار الفوري للتطبيقات. ويمكن استخدام خوادم التطبيقات الخارجية، وخوادم قاعدة البيانات لنشر التطبيقات العملية.

يطبق استوديو Tersus وخادم Tersus في Java، في حين يتم تنفيذ سلوك العميل بواسطة جافا سكريبت ولغة ترميز النص الفائق التي يتم إنشاؤها بواسطة خادم Tersus وفقا للنموذج.
المستخدمين النهائيين يمكنهم استدعاء التطبيقات من المتصفحات الخاصة بهم (لتطبيقات الويب)، أو مباشرة من أجهزتهم النقالة
(تطبيقات آي فون محلية على سبيل المثال).
 

## ميزات
- استقلال اللغة (أسماء نموذجية واجهة المستخدم الرسومية يمكن أن يكون في أي لغة)
- قوالب لنماذج وميزات نماذج (قوالب مع قيود)
- أنواع البيانات معرفة من قبل المستخدم (البيانات مع عنصر المحتوى المقيد)
- استيراد تعريفات WSDL لخدمة ويب كلبنات Tersus
- تخصيص الشكل والمظهر من خلال صفحات الطرز المتراصة
- التصحيح البصري (تتبع) بواسطة تشغيل تنفيذ التطبيق
- الاختبار الآلي من خلال تعريف «رزمة اختبار»

## وصلات خارجية
- Tersus home page
- Animation of visual debugging